# Cònsol (França)

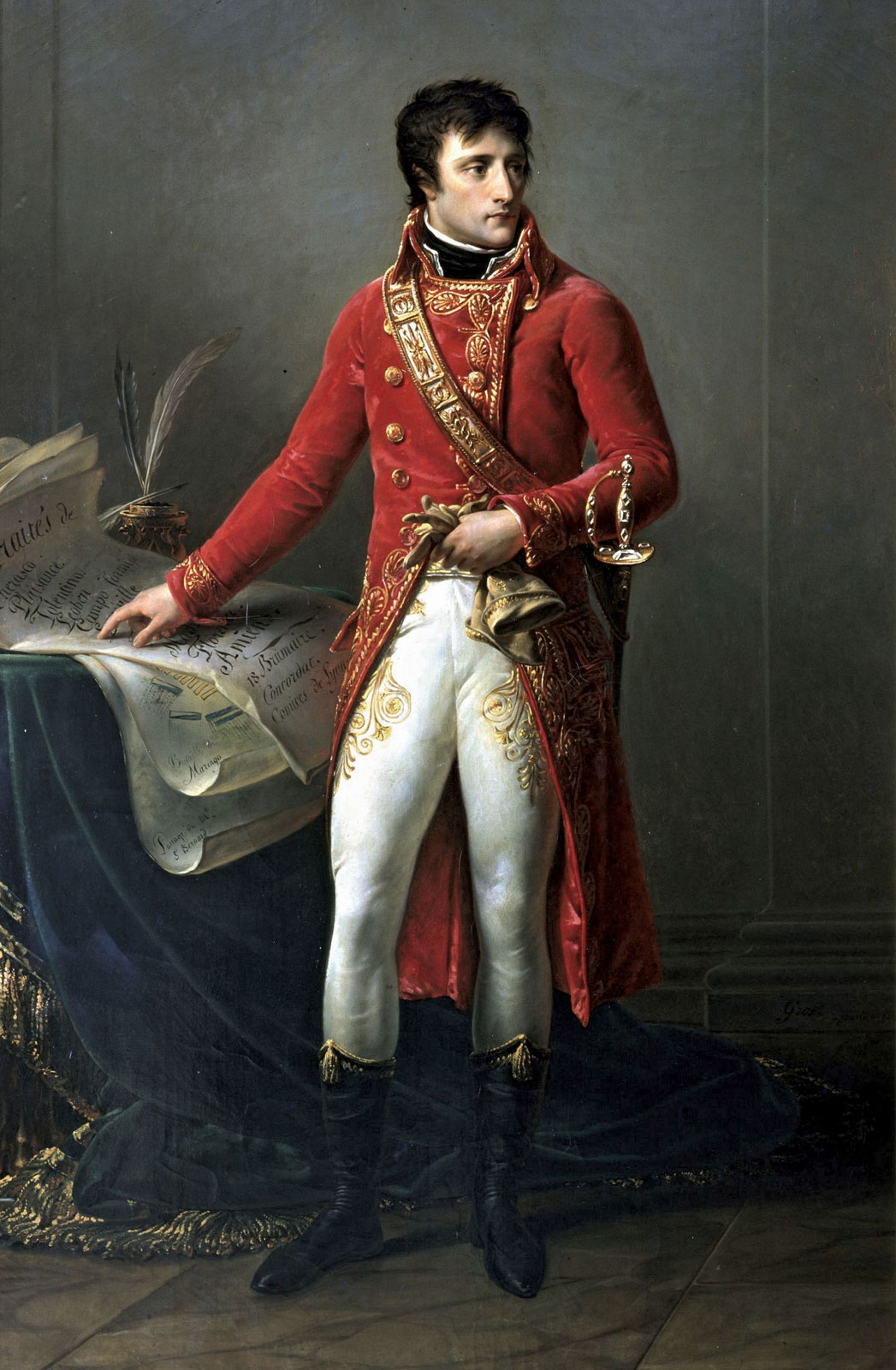
Napoleó a la seva època de Primer Cònsol

El cònsol era una de les tres persones que tenia el poder executiu a la França del Consolat francès, durant la Primera República Francesa.
El nom va venir inspirat en el càrrec del mateix nom existent a l'època de la República de l'antiga Roma.
Els tres cònsols del triumvirat foren:
- Napoleó Bonaparte, actuant de Primer Cònsol
- Jean Jacques Régis de Cambacérès, i
- Charles-François Lebrun

En un principi, la direcció del país es repartia entre els tres cònsols però, a la pràctica, els poders es van anar concentrant a la figura del Primer Cònsul fins a la seva coronació com a Emperador el 1804.